# Trimma preclarum
Trimma preclarum es una especie de peces de la familia de los Gobiidae en el orden de los Perciformes.

## Morfología
Los machos pueden llegar a alcanzar los 2 cm de longitud total.

## Hábitat
Es un pez de  Mar y de clima tropical y asociado a los  arrecifes de coral hasta los 10-44 m de profundidad.

## Distribución geográfica
Se encuentra en Fiyi, la República de Palau, Papúa Nueva Guinea, las Islas Salomón y Saipán.

## Observaciones
Es inofensivo para los humanos.